# Wuzi de Han (Primaveres i Tardors)
Wuzi de Han (xinès: 韩武子; pinyin: Hán Wǔzǐ), nom ancestral Jì (姬), nom de clan Hán (韩), nom personal Wàn (万), i a títol pòstum conegut com a Wuzi de Han, va ser el cap de la Casa de Han. Va ser el fill de Huan Shu de Quwo, germà consanguini de Zhuang Bo de Quwo, i el progenitor de l'Estat de Han del període dels Regnes Combatents.
Han Wan era un auriga del seu nebot Duc Wu de Quwo i va ajudar a matar el Marquès Ai de Jin. El Duc Wu de Quwo llavors va prendre el control del tron de Jin com a Duc Wu de Jin, que després va atorga a Han Wan la terra de Han. Els descendents de Han Wan més tard van adoptar Han com a nom de clan.
Els descendents de Han Wan es van convertir en oficial d'alt rang a Jin. La família va arribar a ser molt poderosa i, finalment, va conduir a la Divisió de Jin